# Plagiosaurus
Plagiosaurus is een geslacht van uitgestorven temnospondyle Batrachomorpha (basale 'amfibieën') uit het Trias van Duitsland. Ze waren pedomorf en behielden dus de kieuwen van de larven op volwassen leeftijd. Ze hadden zwakke vereenvoudigde wervels, bestaande uit grote intercentra en wervelbogen, de stereospondyle toestand.
De typesoort Plagiosaurus depressus werd in 1913 benoemd door Otto Jaekel. De naam betekent 'afgeplatte strandsauriër'. Fossielen waren gevonden in een leemgroeve bij Halberstadt, in het kader van de vondsten van de dinosauriër Plateosaurus. Later werd daaruit het lectotype  MB.Am. 637 gekozen, een schedel met fragmentarisch skelet. Daarnaast zijn losse wervels, sleutelbeenderen, interclaviculae, onderkaken, een opperarmbeen en osteodermen aangetroffen.